# Eocenchoerus
Eocenchoerus — вимерлий рід свиновидих. Скам'янілості представляють еоцен Китаю (2 колекції). Вид: Eocenchoerus savagei.